# Lightweight Java Game Library
Lightweight Java Game Library (LWJGL) je open source Java knihovna pro herní vývojáře.
LWJGL využívá multiplatformní knihovny OpenGL (Open Graphics Liblary), OpenCL (Open Computing Language) a OpenAL (Open Audio Library). Dále umožňuje přístup k ovladačům, jako jsou například gamepady, joysticky a volanty.
Primárním cílem je vytvořit způsob, jak levně vyvíjet hry.
LWJGL je k dostání pod licencí BSD.